# Ommegang (Groningen)
Een ommegang was in De Ommelanden in Nederland de benaming voor een jaarlijkse toerbeurt voor de positie van plattelandsrechter (redger, dijkrechter, overrechter of zijlrechter binnen een schepperij) binnen een klauw ('der Clauwen Ommegang') of kluft (jurisdictie) van een van de vele rechtstoelen in Groningen.
Van oudsher was de ommegang verbonden aan een (edele) heerd. Tussen deze heerden rouleerde het recht elk jaar (het was 'omgaand'). In de loop der tijd kwamen steeds meer ommegangen in handen van dezelfde vaak adellijke families. Bezat men eenmaal alle ommegangen binnen een klauw of kluft dan werd dit een 'staande' rechtstoel genoemd.
In 1795 werden de ommegangen bij de Bataafse Revolutie afgeschaft.